# 555-ös időzítő IC

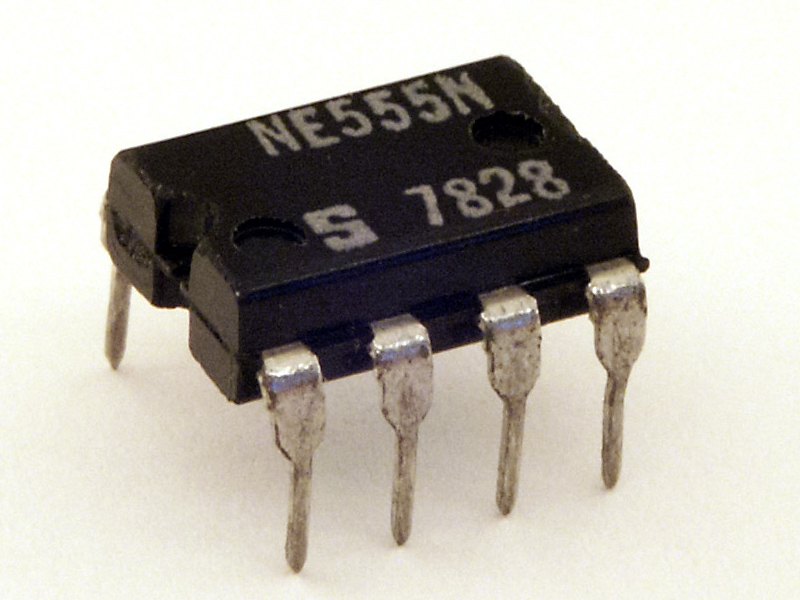
555-ös időzítő IC DIP8-as furatszerelt tokozásban

Az IC blokkdiagramja

Az 555-ös IC egy időzítő integrált áramkör, széles körben használják időzítési feladatokra. Időzítési képessége néhány nanoszekundumtól kb. 1 percig változtatható a kapcsolódó külső alkatrészek függvényében. Hosszabb időzítésekre a kondenzátor szivárgási árama és a nagy értékű töltőellenállás miatt nem ajánlott. Éppen ezért nagyon pontos időzítésre nem használható, mivel az alkatrészek értékei az idővel, a hőmérséklettel változnak, ezért változhat az IC időzítése is.

## Használata

### Lábkiosztás
1-es láb: Föld

2-es láb: Indítás („Trigger”)

3-as láb: Kimenet

4-es láb: Reset

Az 555-ös IC lábkiosztása

5-ös láb: Referenciafeszültség a belső feszültségosztóról, a tápfeszültség 2/3-a

6-os láb: Küszöb („Threshold”)

7-es láb: Nyitott kollektoros kimenet; a 3-as láb jelével azonos fázisú

8-as láb: Tápfeszültség 3–15 V. Max. 16 V.

## Egyéb változatai

### 556-os IC
Az 556-os IC 2 db 555-ös időzítő egy tokban. Tápellátásuk közös, ezért az IC 14 lábú tokozásba került.
2020-ban a bipoláris változat NE556 néven, a CMOS-változatok pedig Intersil ICM7556 és Texas Instruments TLC556 és TLC552 néven voltak elérhetők.

### 558-as IC
Az 558-as IC 4 db 555-ös időzítő egy tokban. Az eltérés csupán annyi, hogy a tápláláson kívül a Control voltage és a Reset lábak közösek. Minden időzítőnek van egy TIMING nevű lába, mely a Discharge és a Threshold láb közösítéséből van kialakítva.

## Fordítás
Ez a szócikk részben vagy egészben  a(z)   555 timer IC című angol Wikipédia-szócikk ezen változatának fordításán alapul.  Az eredeti cikk szerkesztőit annak laptörténete sorolja fel. Ez a jelzés csupán a megfogalmazás eredetét és a szerzői jogokat jelzi, nem szolgál a cikkben szereplő információk forrásmegjelöléseként.